# Can Terrades (Arenys de Munt)
Can Terrades és una obra modernista d'Arenys de Munt (Maresme) protegida com a Bé Cultural d'Interès Local.

## Descripció
Edifici aïllat envoltat per un jardí i una tanca de maons i rajoles. Consta solament de planta baixa. L'accés a la casa es fa mitjançant unes escales. La façana té una disposició simètrica, amb una finestra gran a cada costat de la porta. Les obertures són emmarcades i decorades per motllures de pedra. Està coronada per una petita cornisa i unes balustrades treballades amb un motiu central decoratiu. Tota la façana està esgrafiada i a la part baixa està estucat.